# ホンダ・RC211V
1. MotoGPに参戦するために本田技研工業が開発した、ロードレース用オートバイの名称。
2. 上記のオートバイに搭載されているV型5気筒4サイクルガソリンエンジンの名称。

RC211V(アールシーにいちいちブイ)は、2002年からのロードレース世界選手権の大幅な規定変更により、2001年から2006年の間に本田技研工業の子会社であるホンダレーシング(HRC：Honda Racing Corporationの略)によって開発されたロードレーサー(競技専用オートバイ)の名称である。
車名の「RC」はHondaの4ストロークグランプリマシンを意味し、「211」は21世紀におけるグランプリマシンの1代目であり、末尾の「V」は、5気筒の5を示すギリシャ文字、V型エンジンとVICTORYの頭文字という意味を持たせている。

## 概要
開発責任者は、元本田技術研究所上席研究員でロードレース世界選手権総監督の吉村平次郎である。
新しいレギュレーションでは2ストロークは500cc4気筒、4ストロークは990ccまでの気筒数は無制限(ただし最低重量制限は気筒数により異なる)となった。500ccクラスの名称はMotoGPクラスとなり、使用できる車両はこれまで通りプロトタイプのみ。また、かつてホンダが開発した楕円ピストンエンジンを採用する際にはハンディが課され、4気筒エンジンと5気筒エンジンでは同じ最低重量制限となったため、ホンダは4気筒よりも高出力の望める5気筒エンジンを、最も得意とするV型にまとめることにした。
エンジンは2002年から2005年までモリワキエンジニアリングにも供給され、同社のレーサー「MD211VF」に搭載された。2006年にはケニー・ロバーツが率いるチームロバーツにも供給され、翌2007年(RC212Vエンジン)まで供給は続けられた。
HRC社内呼称は「NV5(ファイブ)」の後ろにアルファベット順で開発年の順に割り振られている(EやFはエンジン用パーツやフレーム用パーツと混同しやすいので飛ばしている)。また「NVO(オー)」「NVI(アイ)」も飛ばされているが、これは数字のゼロとアルファベットのオーが紛らわしい、Iが1と紛らわしいという理由である。

## 車両解説
2002年度のレギュレーションで最も有利とされる気筒数を選択したV型5気筒(前3気筒、後ろ2気筒)エンジンは、Vバンク角を75.5度とすることで、理論上一次振動を打ち消している。またドライサンプとウェットサンプのいいとこ取りのようなセミドライサンプ方式を使用することで、エンジン内の抵抗を最小限にとどめ、初期開発段階で200psを優に超えていたとされている。ホンダの公表によれば、2004年現在の最高出力は240ps(179kW)を超えている。また車体全体での乾燥重量は145kg、最高速度は330km/h以上とされている。
リヤサスペンションに用いられたリンク方式であるユニットプロリンクサスペンションは、ショックユニットをフレームに接続する従来の方式に対して、スイングアームに直接ショックユニットをつり下げ、リンクを介してフレームに接続される。従来まではスイングアームの重量増加を避けるため、重量のあるショックユニットはフレームに吊されていたが、スイングアームに付けることによってスイングアームに重量を持たせ、タイヤを路面に押しつけるトラクション効果として利用した。また、リンクがスイングアーム内で完結しているため、フレームに与える影響は少なく、フレームの剛性設計の幅を広げると共に、シート下にスペースを確保、重量変化のあるガソリンタンクをシート下に移動させることに成功した。しかし、ショックユニットがフレームに接続されていないため、ライダーへのショックユニットのインフォメーションが少なく、感覚が薄いというデメリットもある。
ユニットプロリンクにより確保したスペースを利用して、重量変化のあるガソリンタンクをシート下に配置、ライダーの重心に近づけることにより、レース中の燃料残量によるハンドリングへの影響を最小限に止める。ガソリンタンクをシート下に配置したことにより、従来のガソリンタンク位置に大きなスペースを確保。エアボックスとして利用することにより、より新鮮で大容量の空気をエンジンに送り込み、出力を上げることができる。

## ニュージェネレーション

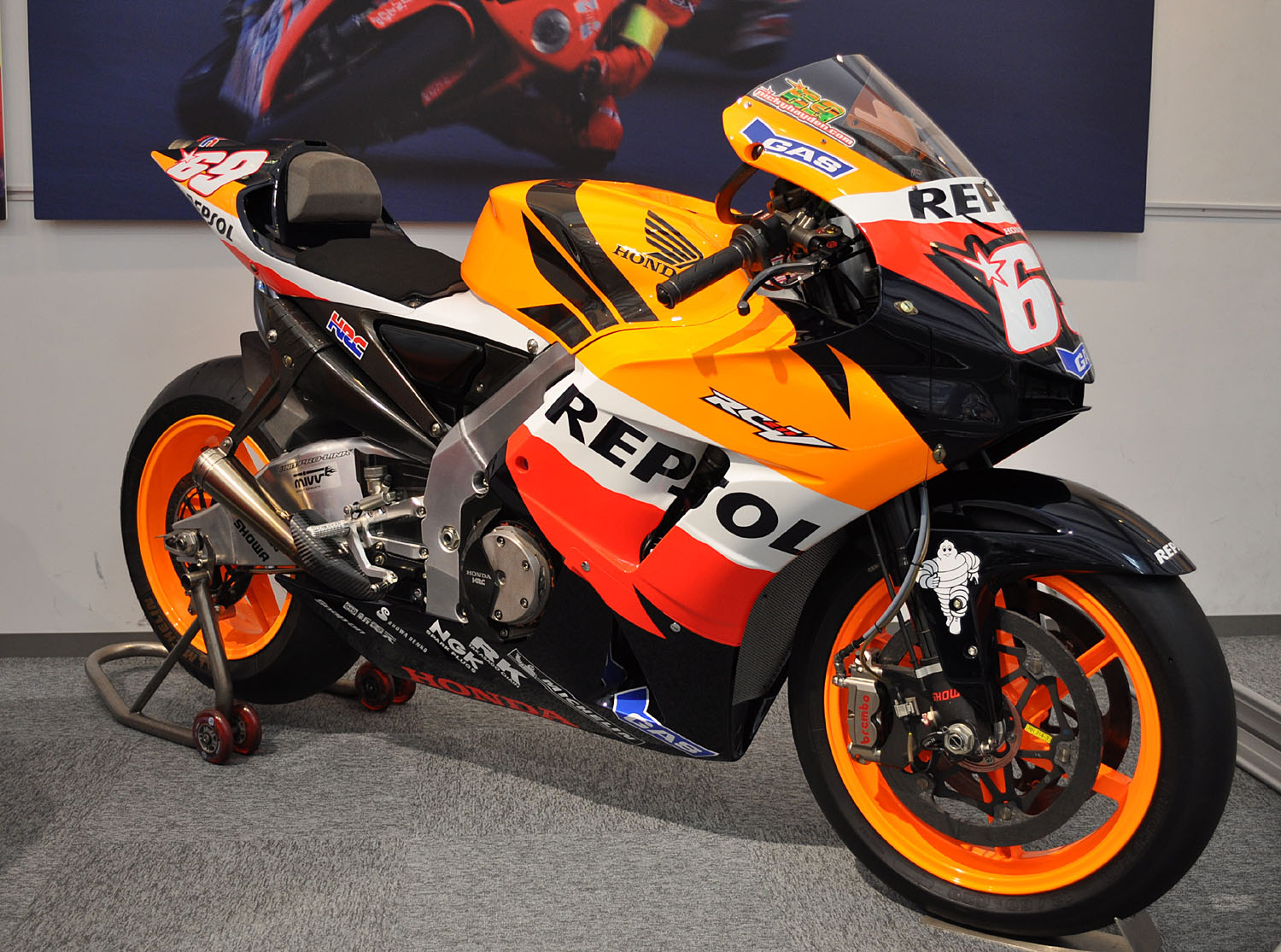
2006年型ニュージェネレーション(ホンダコレクションホール所蔵車両)

2006年、990cc最終年となったシーズンに「ニュージェネレーション」と呼ばれる今までのRC211Vにはなかった発展車種が登場し、ニッキー・ヘイデンが操った。この背景には次年への後継車種のRC212Vの開発を兼ねていて、ヘイデンの今までのマシンへの不満を解消したモデルといえる。今までの「オリジナル」と呼ばれるモデルの基本からの性能を見直して、フレームをコンパクトに短く、そしてスイングアームを長くするなど車体、エンジンとも「オリジナル」からはほとんどが異なっている。開発コード名は「NV5HG」である。

## レース戦績
随所に最新のメカニズムを搭載したこの車両は、投入直後から圧倒的な強さを見せつけている。デビューイヤーの2002年、翌年の2003年、バレンティーノ・ロッシにより勝者となった。その後2年間はヤマハへ移籍したロッシが駆るYZR-M1の後塵を拝するが、2006年にはニッキー・ヘイデンの手によりチャンピオンを奪還した。
マニュファクチャラーズ・ランキング
|        | ホンダ | 優勝/レース | 優勝ライダー                                                                                       |
| ------ | ------ | ----------- | -------------------------------------------------------------------------------------------------- |
| 2002年 | 1位※注 | 14/16       | バレンティーノ・ロッシ（11勝）、宇川徹（1勝）、アレックス・バロス（2勝）                           |
| 2003年 | 1位    | 15/16       | バレンティーノ・ロッシ（9勝）、セテ・ジベルナウ（4勝）、マックス・ビアッジ（2勝）                  |
| 2004年 | 1位    | 7/16        | セテ・ジベルナウ（4勝）、マックス・ビアッジ（1勝）、玉田誠（2勝）                                  |
| 2005年 | 2位    | 4/17        | マルコ・メランドリ（2勝）、ニッキー・ヘイデン（1勝）、アレックス・バロス（1勝）                    |
| 2006年 | 1位    | 8/17        | マルコ・メランドリ（3勝）、ニッキー・ヘイデン（2勝）、ダニ・ペドロサ（2勝）、トニ・エリアス（1勝） |

※NSR500（未勝利）での獲得ポイントを含む
ライダーチャンピオン
- 2002年 - バレンティーノ・ロッシ（レプソル・ホンダ）
- 2003年 - バレンティーノ・ロッシ（レプソル・ホンダ）
- 2006年 - ニッキー・ヘイデン（レプソル・ホンダ）

## 参考画像

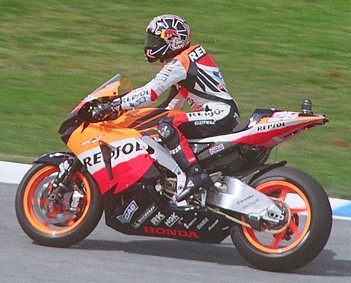
RC211Vに搭乗するダニ・ペドロサ
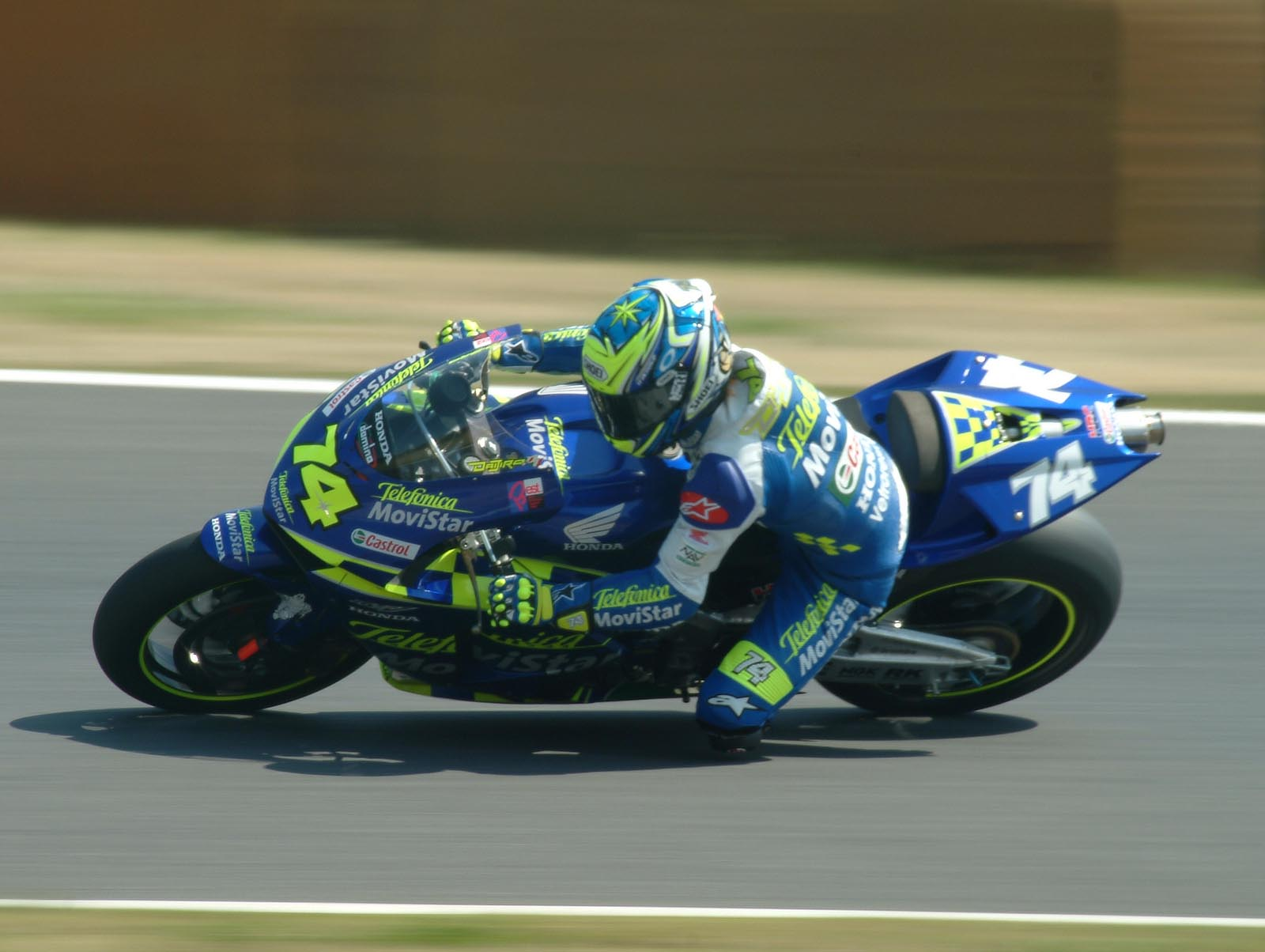
RC211Vに搭乗する加藤大治郎
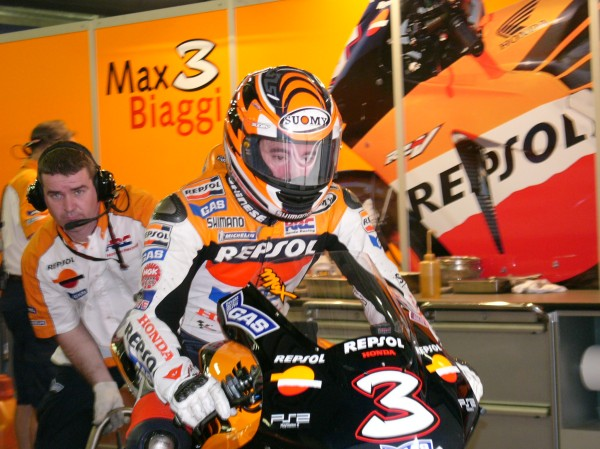
RC211Vに搭乗するマックス・ビアッジ
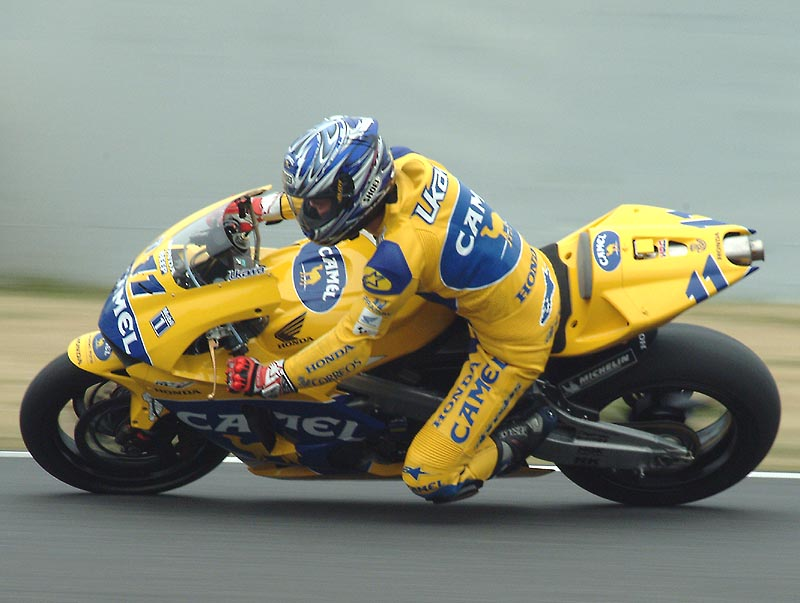
RC211Vに搭乗する宇川徹
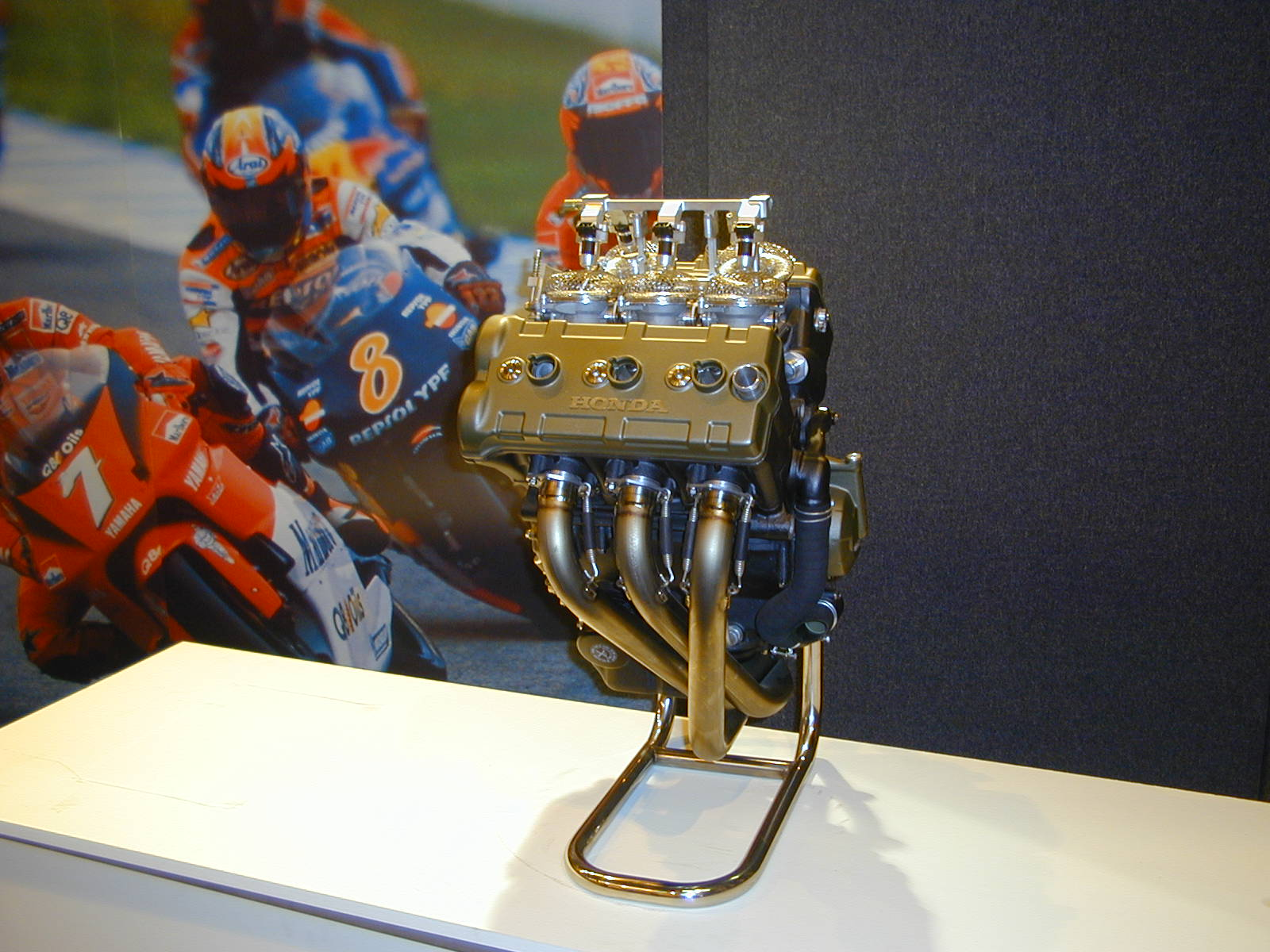
搭載される同名エンジン